# Hela Huset Skakar
Hela Huset Skakar är ett svenskt musikband från Huddinge, som kretsar kring Lennart Markebo från Bjuv. Medlemmar har skiftat genom åren men bland dem märks bland andra Ursula Tragl och Guld-Lars. Bandet låg på skivbolaget Sista Bussen och än idag arbetar Markebo kvar där.

## Diskografi

### Album
- Moralisk upplösning (1980)
- Lite till (Minialbum 1984)
- 1976-1995 (Samling 1995)
- Ännu mer (1997)

### Singlar
- Ingenting blir bättre av sig själv / Mammas städskåp (Inspelad 1976, utgiven 1978)
- Ner med Gud / Spring undan borgare (1979)
- Frihet / IQ 25 (1982)

### Kassetter
- Live på Ultra (1982)
- 14 stillsamma visor (1984)

## Medlemmar
- Lennart Markebo - Sång, gitarr och bas
- Uffe Brenner - Gitarr
- Ursula Tragl - Gitarr/Trummor
- Guld-Lars - Gitarr
- Richard Terseus - Gitarr
- Christian Wigardt - Gitarr
- Christopher Bell - Piano
- Anders Pettersson - Tenorsax
- Lasse Sandström - Tenorsax
- Tommy Nyström - Bas
- Micke Peterson - Bas
- Håkan Persson - Trummor och slagverk
- ( Spass  -  bas)
- ( Janne Ljungwaldh _ Gitarr)
- Stefan Engblom - Gitarr